# Aagje
Aagje ist ein weiblicher Vorname.

## Herkunft und Bedeutung
Aagje ist ein Vorname griechischen Ursprungs. Altgriechisch ἡ ἀγαθή agathe bedeutet „die Gute“. Aagje ist die niederländische Variante von Agatha. Es kann auch ein Zusammenhang mit dem friesischen Vornamen Age bestehen, der eine Kurzform von auf Ag- beginnenden Namen ist.

## Verbreitung
Der Vorname Aagje ist fast ausschließlich in den Niederlanden verbreitet.

## Namenstag
Der katholische und orthodoxe Namenstag ist der 5. Februar nach der Heiligen Agatha von Catania.

## Varianten
| - bairisch: Agda, Gadi - baskisch: Agate - dänisch: Agatha - Deutsche Sprache: Agathe - englisch: Agatha - estnisch: Aet - finnisch: Agatha - französisch: Agathe - galicisch: Ádega - griechisch: Ἀγαθή Agathê - isländisch: Agata - italienisch: Agata - katalanisch: Àgueda, Àgata - lateinisch: Agata - lettisch: Agate | - lettisch: Agate - litauisch: Agota - norwegisch: Agata - polnisch: Agata - portugiesisch: Águeda - rätoromanisch: Aita - rumänisch: Agata - russisch: Агата Agata, Агафья Agafija - serbisch: Агица Agiza, Агата Agata - schwedisch: Agata - sizilianisch: Àita - slowakisch: Agáta - slowenisch: Agata - spanisch (Castellano): Águeda, Ágata - tschechisch: Agáta - ungarisch: Ágota, Agáta, Ági |

## Namensträgerinnen
- Aagje Deken (eigentlich Agatha Deken, 1741–1804), niederländische Dichterin
- Aagje „Ada“ Kok (* 1947), niederländische Schwimmerin

## Sonstige Namensverwendung
- Bram & Aagie: Der kleinste Laden in den Niederlanden[4]